# 2016年达卡袭击事件
2016年达卡袭击事件是2016年7月1日至2日发生在孟加拉国首都达卡的袭击事件。20个平民丧生。大部分人丧生者是被刀砍死。据信大多是意大利人和日本人。孟加拉军方曾表示死者都是外国人，但是后来有报道说，也有孟加拉人丧生。
怀疑是伊斯兰国成员的激进分子7月1日袭击了一家外国人喜欢光顾的高档餐馆，被叫做多洞手艺面包房的咖啡馆。绑架了35名人质。
数十名突击队员7月2日冲进餐馆，人们听到枪炮声和爆炸声。人质所在餐馆外有数量装甲车，不许记者靠近。突击队员解救了至少13名人质，包括两名斯里兰卡人和一名日本人。打死6名激进分子。保安部队抓获一名激进分子，正在搜寻其他潜逃者。有两名警察丧生，若干警察受伤。
有媒体引述目击者的话说，他们听到有攻击者高喊“真主伟大”。孟加拉国总理谢赫·哈西娜在一次电视讲话中说：“这是一起極其可恶的行为，这些人怎么是穆斯林？他们没有任何宗教。”“我的政府有决心铲除在孟加拉的恐怖主义和武装斗争。”日本首相安倍晋三表示：“这些人为孟加拉国的发展努力工作，所以此事是最大的悲哀，那些无辜生命被残忍残暴的恐怖主义行为夺走，我深感愤慨；这是对国际社会普世价值的挑战，我们强烈谴责恐怖主义。
”
伊斯兰国组织宣称对袭击负责，但是袭击者的身份还没有得到最后确认。

## 背景
人口超過1.71億的孟加拉為世界上人均国内生产总值最低的國家之一，每人僅1,200美元。孟加拉國面臨政府治理不彰、貪汙、無能的公共機構，導致自1971年獨立於巴基斯坦後政局即不安定。該國步枪队於2009年發生叛亂。而爭議性的2014年孟加拉國大選及執行孟加拉国解放战争的戰爭罪刑，亦導致孟加拉社會的分化。自2013年起孟加拉國內對印度教少數社群、世俗及無神主義作家、部落客、LGBT以及溫和派穆斯林的攻擊逐漸增加。自2015年9月起，已有超過30起攻擊，而其中21件為伊斯兰国宣稱係其所為。高爾杉區為相對富裕的地區，且為許多外國大使館所在地。

## 死者
| 国籍   | 数量 |
| ------ | ---- |
| 義大利 | 9    |
| 日本   | 7    |
|        | 4    |
| 印度   | 1    |
| 美国   | 1    |
| 總計   | 22   |

## 兇徒
孟加拉國當局表示7名襲擊者是該國公民，「全都是接受高等教育的年轻人，出身富裕家庭」。